# 誠信大道駅
誠信大道駅（せいしんだいどうえき）は中華人民共和国江蘇省南京市江寧区誠信大道と双龍大道の交差点にある、南京地下鉄の駅である。3号線と5号線が乗り入れ、両路線の接続駅となっている。

## 駅構造

### のりば
| 番線 | 路線            | 方面                            | 行先            |
| ---- | --------------- | ------------------------------- | --------------- |
|      | 南京地下鉄5号線 | 東山香樟園・神機営・静海寺 方面 | 方家営 行き     |
|      | 南京地下鉄5号線 | 吉印大道・東善橋 方面           | 江蘇軟件園 行き |

## 隣の駅
南京地下鉄
■3号線
九龍湖駅 - 誠信大道駅 - 東大九龍湖校区駅
南京地下鉄
■5号線
前荘駅 - 誠信大道駅 - 九龍湖南駅